# Gorga (Spagna)
Gorga è un comune spagnolo situato nella comunità autonoma Valenciana.